# Battenans-Varin
Battenans-Varin è un comune francese di 59 abitanti situato nel dipartimento del Doubs, nella regione della Borgogna-Franca Contea.

## Società

### Evoluzione demografica
Abitanti censiti